# فورد اسکورت آراس کازوورث
فورد اسکورت آراس کازوورث (Ford Escort RS Cosworth) خودرویی است که در سال‌های ۱۹۹۲ تا ۱۹۹۶تولید شده‌است. این خودرو در مسابقات رالی برای فورد مقام های زیادی  کسب کرده در واقعه جایگزینی برای سیراب آراس کازورث بود .
طراحی آن خودرو چهار چرخ محرک بوده است.
موتور آن ۱۹۹۳
Performance: Power ۲۲۷hp/۶۲۵۰rpm - torque ۳۱۰nm/۳۵۰۰rpm (۹۵ron) Max speed ۲۳۲-۲۳۷km (without big rear wing) ۰-۱۰۰ ۵٫۷ - ۶٫۱sec Lux edition سی‌سی است.